# IC 1446
IC 1446 — галактика типу S (спіральна галактика) у сузір'ї Водолій.
Цей об'єкт міститься в оригінальній редакції індексного каталогу.